# ロマンティック街道 (旭川市)

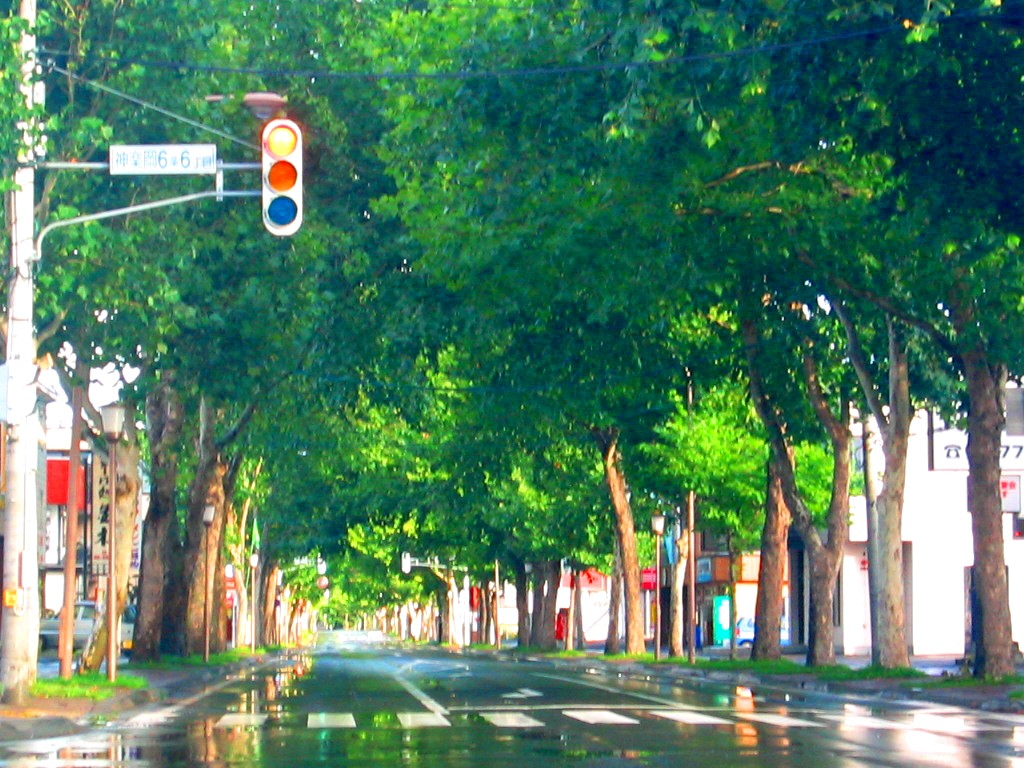
プラタナス並木路

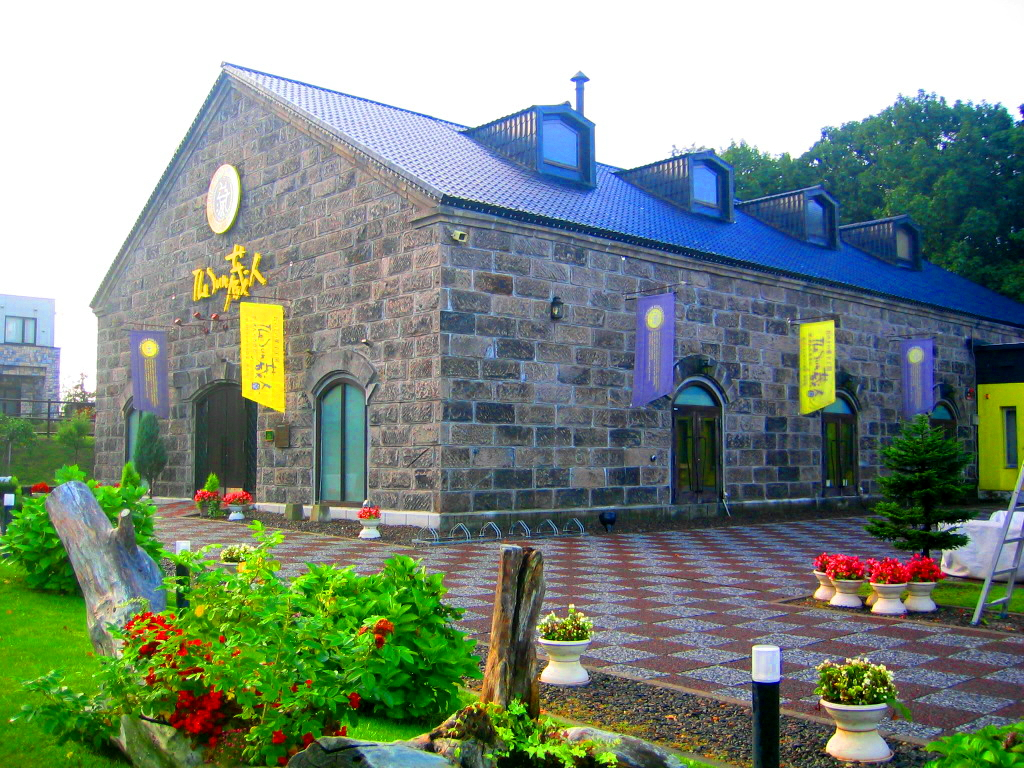
倉庫風の菓子店

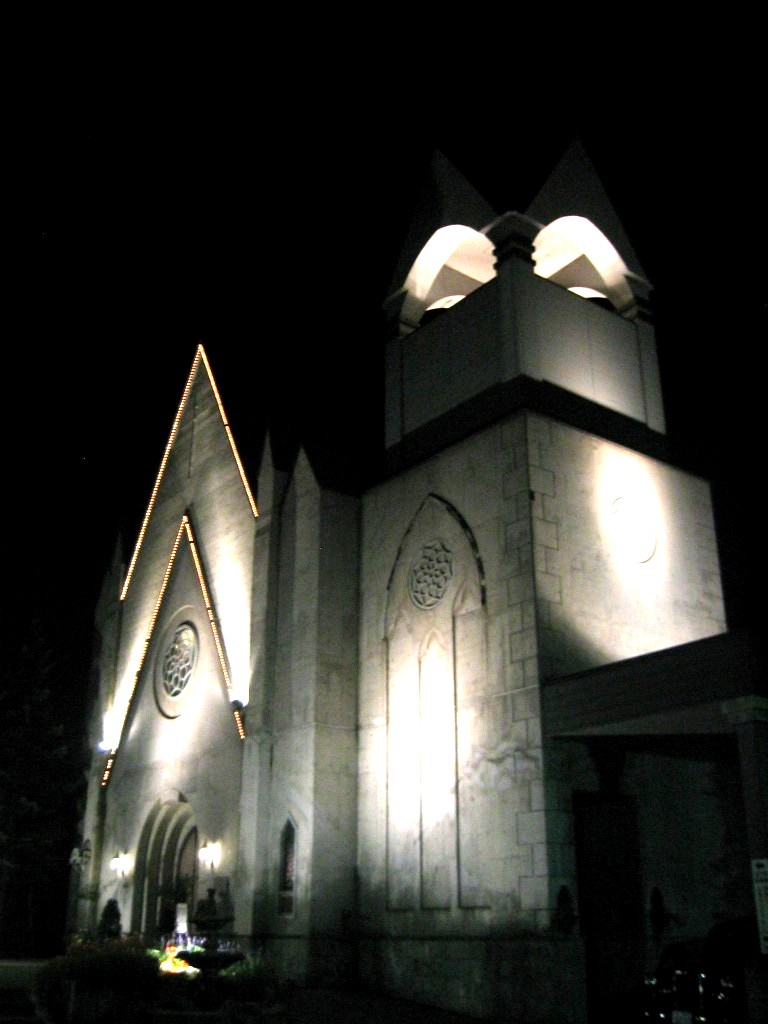
ライトアップされた洋館

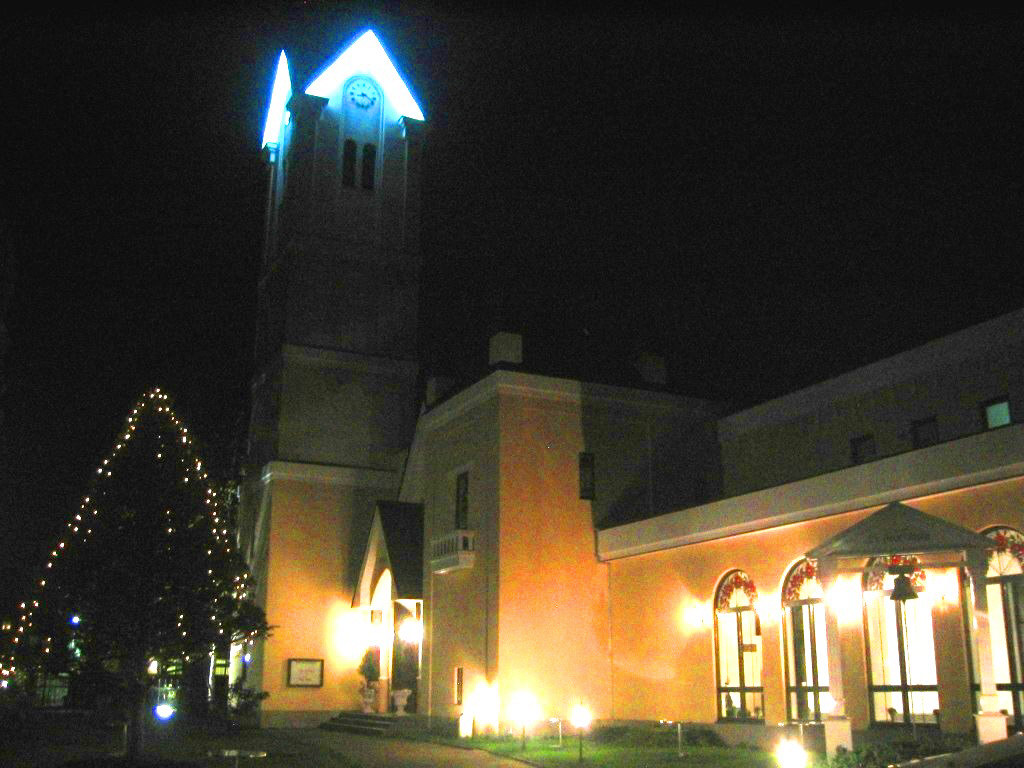
ライトアップされた洋館

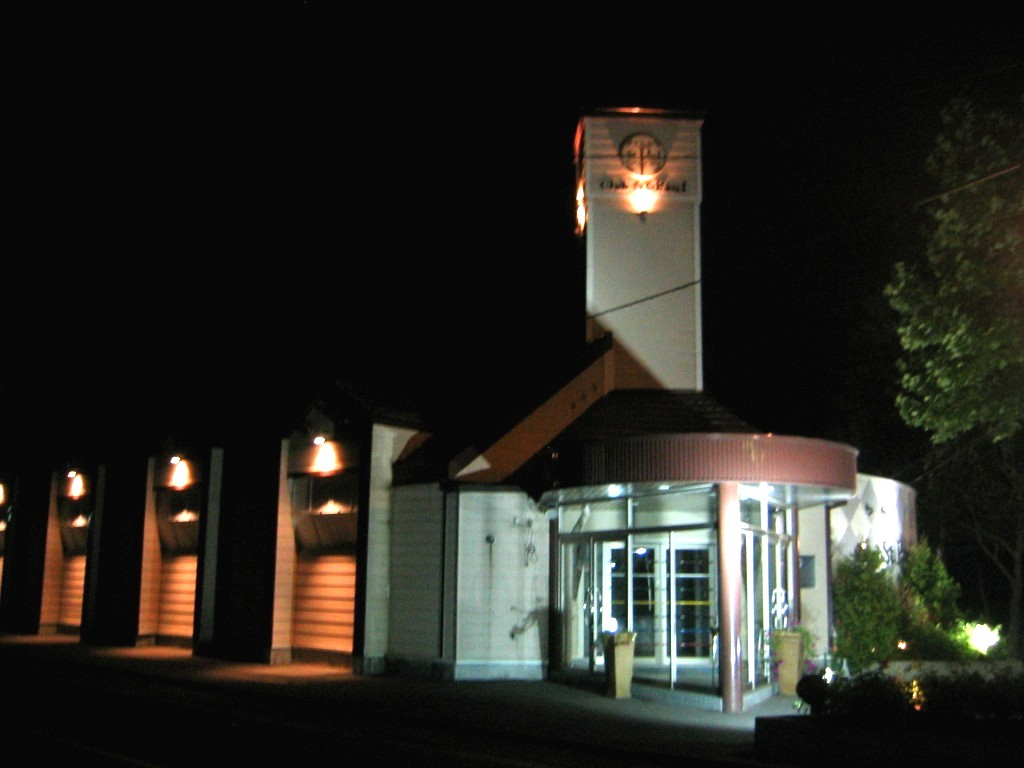
ライトアップされた洋館

ロマンティック街道は、北海道旭川市神楽岡・緑が丘地区にある道路の愛称。別名「プラタナス通」「プラタナス並木路」「神楽岡通」「裏参道」。

## 概要
約3キロにわたって歩道の植樹帯にプラタナスが植えられているが、立派に成長したプラタナスの枝葉が車道の真上を覆いつくしており、「緑のトンネル」と形容されるような見事な並木路を構成している。
特に神楽岡公園に隣接した地区には教会・レストラン・菓子店等の西洋風建物が数多く立ち並んでおり、観光客の姿も多く見られる。
夜間には、各洋館がライトアップされる。
プラタナス並木としては国内最大級の規模。

## 主な店舗・施設
- The Sun蔵人（さんくろうど） - 菓子店（Sun蔵人）
  - 旭川を代表する菓子店の一つ。
- ラ・フォレスタアンジェロ 聖ピエール教会（ラ・フォレスタアンジェロ　聖ピエール教会）
- Restaurant 神楽の丘（Restaurant　神楽の丘）
- 神楽岡茶寮 いま津 - 高級和食
- Club China - 中華（クラブチャイナ）
- セントポール教会（セントポール教会）

など。

## 交通アクセス

### 鉄道
- JR富良野線神楽岡駅から徒歩10分。旭川駅からの路線バスのほうが便利。

### 路線バス
- 旭川駅前から旭川電気軌道バスで約10分。
- 夏季に運行される循環観光バス「ファンファン」も停車する。

## その他

### 街灯
街路樹に考慮した背の低い街灯が採用されている。
この照明は、2005年ランドスケープライティングアワード優秀賞を受賞。

### プラタナス大賞
このロマンチック街道（プラタナス並木路）を旭川の名所として育てるため、北海道新聞（旭川支社広告部）において、「プラタナス大賞」が企画され、2005年から毎年実施されている。
プラタナスの葉が織りなす美しい並木路について、「後世に語り継がれるような伝説を残したい」という発想から企画。
ショートストーリー部門・ポエム部門・フォト部門などの各部門ごとに応募。
審査委員会による審査を経て「プラタナス大賞」を決定。
- 第5回プラタナス大賞入選作品
- 第4回プラタナス大賞入選作品
- 第3回プラタナス大賞入選作品
- 第2回プラタナス大賞入選作品